# Первомайська сільська рада (Бойківський район)
| Первомайська сільська рада — орган місцевого самоврядування у Бойківському районі Донецької області з адміністративним центром у с. Первомайське. Сільській раді підпорядковані населені пункти: - с. Первомайське - с. Воля - с. Черевківське |

## Склад ради
Рада складається з 14 депутатів та голови.

## Керівний склад сільської ради
| ПІБ                       | Основні відомості                                                         | Дата обрання | Дата звільнення |
| ------------------------- | ------------------------------------------------------------------------- | ------------ | --------------- |
| Баран Анатолій Васильович | Сільський голова, 1964 року народження, освіта, безпартійний              | 26.03.2006   | 31.10.2010      |
| Баран Анатолий Васильевич | Сільський голова, 1964 року народження, освіта вища, член Партії регіонів | 31.10.2010   |                 |

Примітка: таблиця складена за даними джерела